# Degeneratie

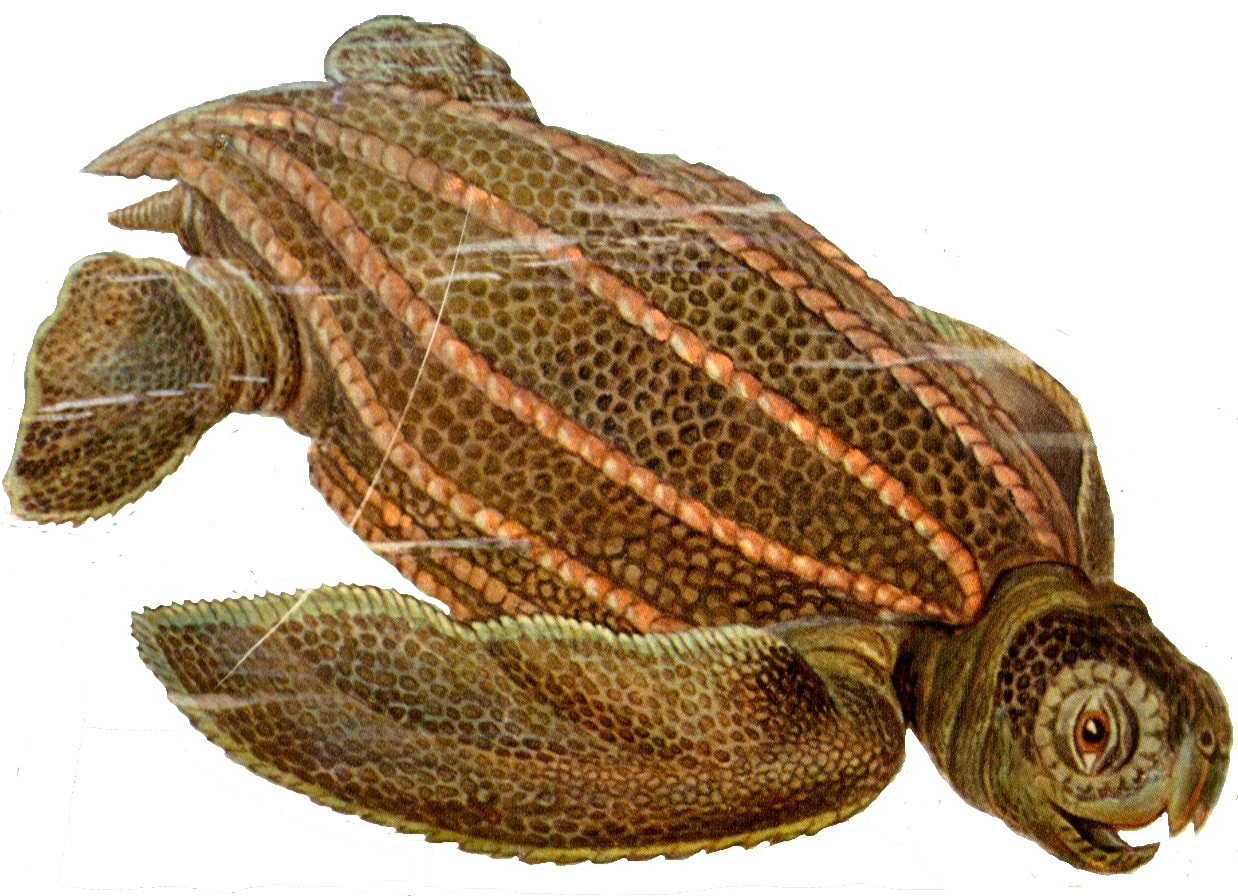
Zeeschildpadden hebben door degeneratie geen echte vingers of tenen meer maar de sporen hiervan zijn nog wel zichtbaar aan de voorpoten als verhoornde stekels

Degeneratie is achteruitgang waarbij bepaalde eigenschappen verloren gaan. Degeneratie is het tegenovergestelde van progressie. Het woord kent verschillende betekenissen, afhankelijk van de context.

## Algemeen
In algemene zin betekent degeneratie de achteruitgang van eigenschappen. Dit kan zijn door het niet meer nodig hebben van de eigenschappen, of door een langzaam intredend technisch mankement door oxidatie of slijtage, of door biologische oorzaken als ziekte, genen, of veroudering. In de techniek zijn het gloeilampen en tl-buizen die het uiteindelijk begeven, omdat de gloeibron op is. 
In de biologie gaat het, als de duur maar lang genoeg is, over het in opeenvolgende generaties evolueren van organen, van de functie, van het uiterlijk of van de lichaamsvorm. 
Onderstaande gaat enkel over de medische en de biologische degeneratie.

## Medische degeneratie
In medische zin betreft degeneratie de achteruitgang van lichaamsweefsel. Meer in het bijzonder betreft dit het verlies van spiermassa door MS, van botweefsel door osteoporose, of hersenweefsel door BSE. Biologische oorzaken zijn: virussen, bacteriën, prionen, straling, kanker, eet/drink/drugs-gewoonten, en giftige stoffen. Genetische degeneratie door beschadiging van het DNA kan het gevolg zijn van medicijngebruik tijdens de zwangerschap, zoals bij de desdochters, van de langdurige blootstelling aan DDT, en van inteelt. DNA-beschadiging leidt tot misvormingen bij embryo's.

## Biologische reductie
In de biologie wordt meestal niet van degeneratie, maar van reductie gesproken: het functieverlies van organen in de loop van vele generaties, dus in de loop van de evolutie, waarbij een orgaan of lichaamsdeel steeds kleiner en eenvoudiger wordt. Een dergelijk gereduceerd orgaan is rudimentair. Reductie is een veelvoorkomende vorm van evolutie.
In de situatie dat de reductie of degeneratie geen selectief voordeel oplevert, zal het voorkomen van mutaties in een populatie alleen nog bepaald worden door genetische drift. Mutaties zonder ogenschijnlijke functie zijn spandrels. Vaak zal een rudimentair lichaamsdeel echter selectief nadeel opleveren, bijvoorbeeld omdat het andere functies in de weg zit, het energie en voedingsstoffen nodig heeft die beter aan wel-functionele lichaamsdelen besteed kunnen worden of omdat het negatief genetisch gecorreleerd is met andere, wel voordeel biedende lichaamsdelen.

### Teloomtheorie

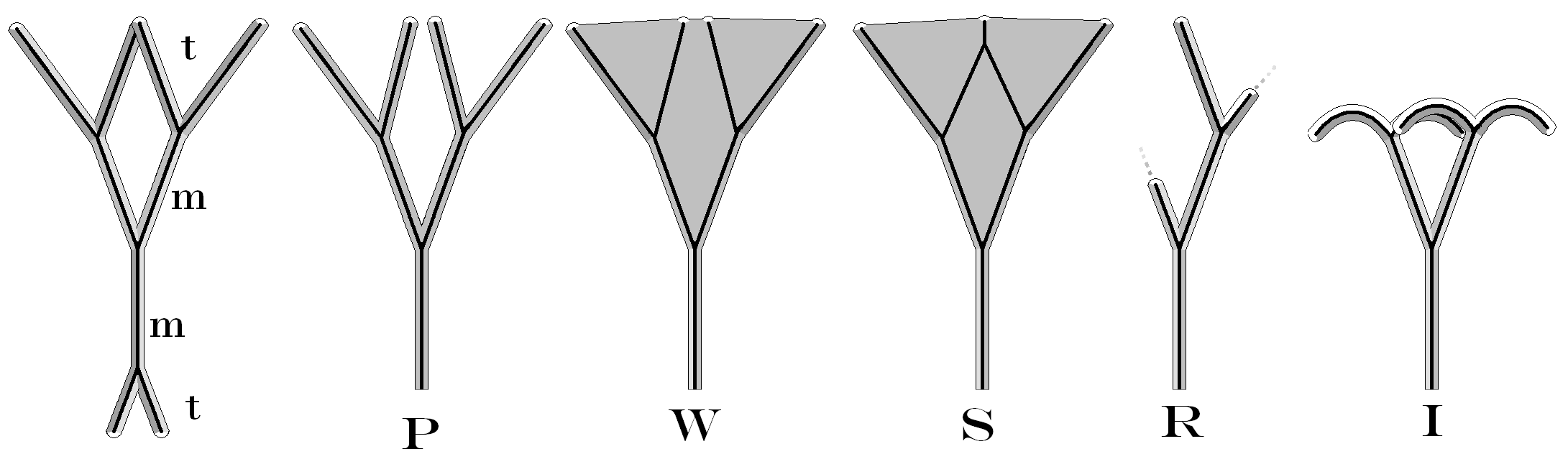

Reductie is ook een begrip uit de teloomtheorie, opgesteld in 1930 door Walter Zimmermann, ter verklaring van de evolutie van de vormenrijkdom bij varens en zaadplanten. Reductie is een van de vijf elementaire processen die de evolutie verklaart van complexe morfologische structuren uit eenvoudige structuren bij landplanten. Van een oorspronkelijk vrijwel dichotome vertakking (symmetrische vertakking in steeds twee gelijkwaardige takken) groeit er één iets langer en sterker uit dan de andere gereduceerde tak, zodat er een splitsing in hoofd- en secundaire scheuten komt: anisotome vertakking. Zo zijn onder de wolfsklauw-soorten enkele dichotoom vertakt, andere zijn anisotoom vertakt. Daarnaast kunnen bladen van wolfsklauwen als sterk gereduceerd takje gezien worden, maar volgens een andere theorie zijn ze ontstaan als uitgroeiingen (enaties) van de stengel.

### Voorbeelden
- De rudimentaire pootjes van skinken, hagedissen die door zand kunnen zwemmen en daardoor kleinere pootjes nodig hebben. De meeste slangen hebben hun poten geheel verloren, hoewel de plekken waar ooit de poten gezeten hebben nog steeds te herkennen zijn. Bij pythons en reuzenslangen zijn er nog rudimentaire achterpoten aanwezig.
- Struisvogels hebben zich ontwikkeld tot zware loopvogels: hun poten zijn sterk ontwikkeld, waardoor ze meer dan 60 km/h kunnen rennen, maar vliegen is onmogelijk en hun vleugels zijn sterk rudimentair. Een hypothese is dat de verwerving van deze kenmerken gezien kan worden als een vorm van neotenie.
- Een rudimentair orgaan van de mens is het wormvormig aanhangsel, het kleine, wormvormige einde van de blindedarm. Dit diende ooit als verteerplaats voor cellulose, maar doordat de mens niet langer grassen en bladeren eet, zoals zijn voorgangers deden, werd het aanhangsel geleidelijk aan steeds kleiner.
Of het hier werkelijk van rudimentair kan worden gesproken wordt betwist. De blindedarm draagt bij aan een goede stofwisseling en afweer.